# The Sinners
Cet article concerne le groupe suédois. Pour le groupe canadien, voir Les Sinners.
The Sinners est un groupe garage rock suédois qui débuta avec Original Sin, un premier album au début des années 1980.
Il s'agit d'un groupe revival garage qui enregistra plusieurs albums. Les deux premiers albums n’ont pas été réédités en CD. Le groupe a été comparé[Qui ?] à The Nomads, également d'origine suédoise.